# Franz Singer (Architekt)
Franz Singer (* 8. Februar 1896 in Wien, Österreich-Ungarn; † 5. Oktober 1954 in Berlin) war ein österreichischer Architekt und Designer.

## Leben
Nach dem Besuch eines Kinderzeichenkurses von 1905 bis 1906 an der Kunstgewerbeschule Wien unter dem Kursleiter Alfred Roller  wurde Franz Singer von 1914 bis 1915 von Felix Albrecht Harta unterrichtet. Nach seinem Militärdienst (1915–1917) studierte er bis 1919 bei Johannes Itten Philosophie. Anschließend besuchte er bis 1923 die Klasse von Johannes Itten am Bauhaus in Weimar.
Aus der Liaison mit Friedl Dicker entstanden gemeinsame Arbeiten und Unternehmungen. So gründeten sie 1923 die Werkstätten Bildender Kunst in Berlin und 1925 das Architekturbüro Singer & Dicker in Wien-Alsergrund, Wasserburggasse 2.
Neben seiner Architektentätigkeit in Wien war Franz Singer als Berater für John Lewis tätig. Von einem Auftrag in England konnte er 1938 nicht mehr nach Österreich zurückkehren, da es zwischenzeitlich an Nazideutschland angeschlossen worden war. So entkam er dem Holocaust.
Der Zusammenarbeit mit Hans Biehl folgte die mit Hedy Schwarz-Abraham.

## Arbeiten und Entwürfe

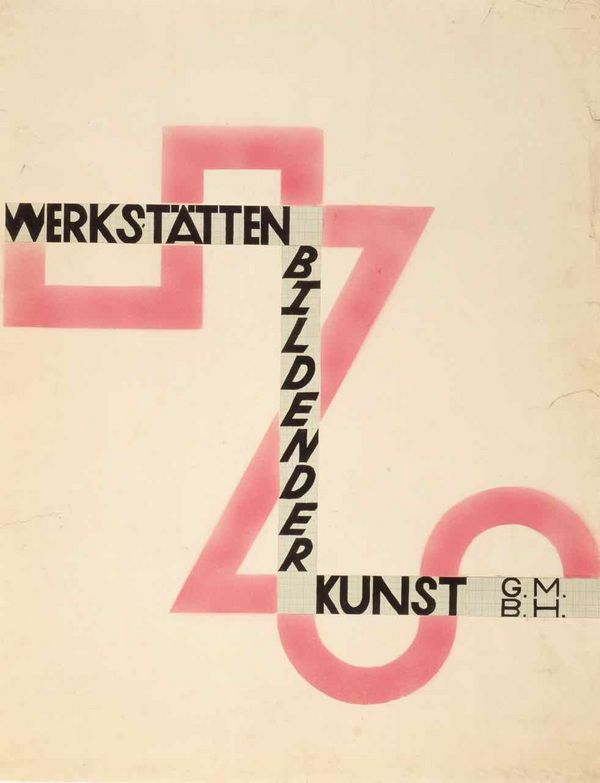

- 1921–1923: Bühnenausstattung für Berthold Viertel (u. a. Kaufmann von Venedig) gemeinsam mit Friedl Dicker
- 1923: Plakat: Der Kaufmann von Venedig mit Friedl Dicker[4]
- 1927: Wohnung Hugo und Alice Moller, Wien-Innere Stadt, gemeinsam mit Friedl Dicker
- 1927: Wohnung Dr. Koritschoner, Wien-Wieden, Johann-Strauß-Gasse, gemeinsam mit Friedl Dicker
- 1927: Kunstschau Wien
- 1928 Tennisclubhaus Dr. Hans Heller, Wien-Hietzing, Mühlbachergasse 20, gemeinsam mit Friedl Dicker, Bauleitung: Jacques Groag (1892–1962), niedergelegt 1935[5]
- 1929: Wohnung Dr. Reisner, Wien-Döbling, Koschatgasse, gemeinsam mit Friedl Dicker
- 1929: Modesalon „Lore Kriser“, Wien-Innere Stadt, Gluckgasse 2, gemeinsam mit Friedl Dicker
- 1930: Wohnung Dr. Reimers-Münz, Wien 4, Goldeggasse, gemeinsam mit Friedl Dicker
- 1930: Ausstellung „Wiener Raumkünstler“
- 1930: Montessori-Kindergarten im Goethehof, gemeinsam mit Friedl Dicker[6]
- 1930: Wohnung Dr. Reimers-Münz, Wien-Wieden, Goldeggasse, gemeinsam mit Friedl Dicker
- 1931: Confiserie Garrido & Jahne, gemeinsam mit Friedl Dicker
- 1932: Werkbundsiedlung in Wien, teilweise Innenausstattung (Ausstellung), mit Friedl Dicker[7]
- 1932: Gartenhaus Hans und Anny (Alice Moller), Wien-Währing, Starkfriedgasse 19, gemeinsam mit Friedl Dicker und Gartengestaltung durch die Gartenbauarchitektin Anna Plischke (1895–1983)[8]
- 1932–1934: Gästehaus des Auguste-Olympe Hériot und Hilda, Wien-Leopoldstadt, Rustenschacherallee 30, gemeinsam mit Friedl Dicker, niedergelegt 1960[9][10]
- 1936: Arbeiterwohnsiedlung, Projektierung, Palästina, Gaza-Streifen, gemeinsam mit Friedl Dicker
- 1950: Restaurant und Pavilion Hotel, Scarborough

## Möbeldesign

### Sitzmöbel
- 1928: Entwurf Stahlrohrfauteuil, Bleistift, Buntstift auf Transparentpapier, 20,5 × 30 cm, mit Friedl Dicker[11]
- 1929: Schreibtischstuhl mit herunterklappbarer Rückenlehne (Wohnung Dr. Reisner)[12]
- 1933: Stapelbarer Stahlrohrsessel/Stuhl V-Typ (Stahlrohr vernickelt, Rohrgeflecht und mit oder ohne Armlehne) und wurde 1933 in einer Kleinauflage gefertigt[13]
- 1934: Nesting Wooden Chair (Stapelbarer Sperrholzsessel/Stuhl) und wurde 1934 in einer Kleinauflage gefertigt.[14]

### Ladeneinrichtungen
- 1929: Vorführungspodium,  „Modesalon Lore Kriser“, Wien, Einzelstück[15]

## Spielzeug
- 1928: Design für ein Spielzeug[16]
- um 1928: Pferdefigur, Prototyp für den Spielzeugkasten „Fantasia“, wahrscheinlich mit Friedl Dicker[17]
- nach 1934: „The Sun Play House“ für die Firma Abbot Toys in England,[18] ISBN 3-205-77529-5.

## Auszeichnungen
- 1927: Auszeichnung der Berliner Kunstschau
- 1929: Auszeichnung, Moderne Inneneinrichtungen, Wien

## Bekannte Mitarbeiter oder Schüler
- Wolfgang Roth (Zinnoberl) (1910–1988), Schweizer Bühnenbildner und später als Bühnenbildner in den USA tätig[19]
- Naum Slutzky (1894–1965) in den Werkstätten Bildender Kunst in Berlin-Friedenau
- Umbo (1902–1980) in den Werkstätten Bildender Kunst in Berlin-Friedenau[20]